# Parafia Najświętszej Maryi Panny Królowej Polski w Osinach
Parafia Najświętszej Maryi Panny Królowej Polski w Osinach – parafia rzymskokatolicka, znajdująca się w archidiecezji lubelskiej, w dekanacie Puławy.

## Historia
Osiny należały do parafii Świętych Apostołów Piotra i Pawła w Żyrzynie. 
Parafia została erygowana 28 lutego 1992 roku. 

## Terytorium
W skład parafii wchodzą wierni z : wsi Osiny, Gospodarstwa Doświadczalnego ZDUNG oraz bloków znajdujących się przy tłoczni gazu.
Według stanu na miesiąc grudzień 2022 liczba wiernych w parafii wynosiła 1060 osób.

## Proboszczowie
- ks. Adam Sołtysiak (1992–2001)[3]
- ks. Andrzej Mizura (2001–2010)[3]
- ks. Tomasz Bielecki (2010–2012)[3]
- ks. Eugeniusz Dobosz (2012–2020)[3]
- ks. Janusz Widelski (2020– )[3]